# 1780

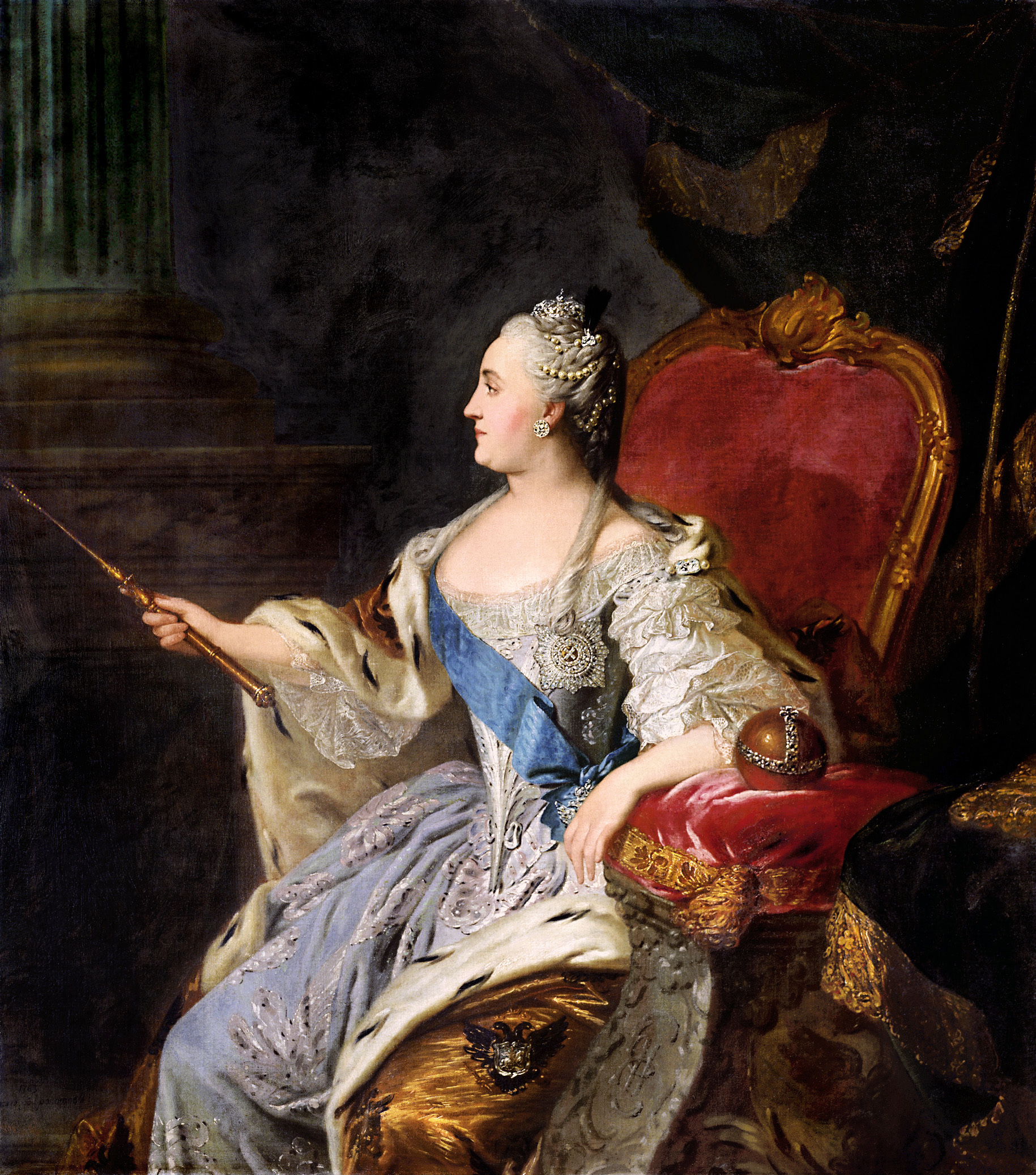
Catharina de Grote

Het jaar 1780 is het 80e jaar in de 18e eeuw volgens de christelijke jaartelling.

## Gebeurtenissen
januari
- 12 - Adriaan Gilles Camper (20) wordt benoemd tot drossaard van Cranendonck en Eindhoven.

maart
- 1 - De Assemblee van Pennsylvania neemt een wet aan die op de lange termijn de slavernij zal afschaffen. Elk kind van slaven zal op zijn / haar 28e verjaardag vrij worden.
- 8 - Keizerin Catharina de Grote van Rusland verklaart de gewapende neutraliteit van haar land. Ze plaatst haar handelsvloot onder marinebescherming en stuurt oorlogsbodems naar de Noordzee, de Atlantische Oceaan en de Middellandse Zee. Denemarken en Zweden sluiten zich bij Rusland aan.

mei
- 4 - De paardenrace Epsom Derby wordt voor het eerst verreden.
- 11 - In de Scheveningse duinen wordt de begraafplaats Ter Navolging in gebruik genomen. Het is de eerste dodenakker die buiten een stad is aangelegd.
- 12 - Amerikaanse Onafhankelijkheidsoorlog: De Engelsen nemen de stad Charleston (South Carolina) in, de grootste stad van het zuiden.
- 19 - Over geheel New England valt een onverklaarbare duisternis. Die duisternis wordt door sommigen in verband gebracht met de Bijbelse profetie in Amos 8:9.
- 26 - De Engelsen doen een aanval op Saint Louis (Missouri), die echter door het Spaanse garnizoen wordt afgeslagen.

juni
- 2 tot 8 - Gordon Riots in Londen: antikatholieke protesten, aangesticht door de Calvinistische activist Lord Gordon die leiden tot geweld, plunderingen en verwoestingen op grote schaal, die ten slotte met groot verlies van mensenlevens door het leger moeten worden onderdrukt.

juli
- 4 - Karel van Lorreinen, landvoogd van de Zuidelijke Nederlanden overlijdt. Hij wordt later opgevolgd door Albert Casimir van Saksen-Teschen.

augustus
- 16 - In de Slag bij Camden verslaan de Engelsen de Amerikaanse opstandelingen.

september
- 10 - De Britse marine entert bij Newfoundland het Amerikaanse schip de Mercury, en arresteert Henry Lawrence. Deze is met een diplomatieke en zakelijke opdracht op weg naar de Republiek der Verenigde Nederlanden. In zijn uit het water geviste papieren vinden de Britten het bewijs van Nederlandse wapenhulp aan de opstandelingen. Dit wordt de casus belli van de Vierde Engelse Oorlog, die in december uitbreekt.
- 10 - slag bij Pollilur, waarin de Britse troepen onder Hector Munro verpletterend worden verslagen door Tipu Sultan van Mysore.

oktober
- 10 tot 16 - In het Caraïbisch gebied woedt de waarschijnlijk meest verwoestende orkaan aller tijden (Grote Orkaan van 1780). Vooral Barbados wordt zwaar getroffen. Er vallen naar schatting 20.000 tot 30.000 doden.

zonder datum
- Ong Boun herwint de macht in Vientiane.
- De vrede van Stockholm wordt getekend.
- Horace de Saussure vindt de hygrometer uit.
- Muhammad Tajuddin volgt Omar Ali Saifuddin op als sultan van Brunei.
- Pécs wordt een vrije koninklijke stad.
- De Drentsche Hoofdvaart wordt doorgetrokken tot Assen.
- Kong Kristian wordt aangenomen als koninklijk volkslied van Denemarken.

## Muziek
- Domenico Cimarosa componeert Le donne rivali.
- Johann Baptist Vanhal componeert het Strijkkwartet no. 4, Opus 4:1.
- Joseph Haydn componeert zijn Symfonie nr. 71.
- Antoine Dauvergne componeert Le sicilien
- Carl Friedrich Abel componeert 6 strijkkwartetten, Opus 15
- Christian Cannabich componeert de operette Elektra
- Het lied The Twelve Days of Christmas wordt voor het eerst gepubliceerd in Engeland.

## Beeldende kunst

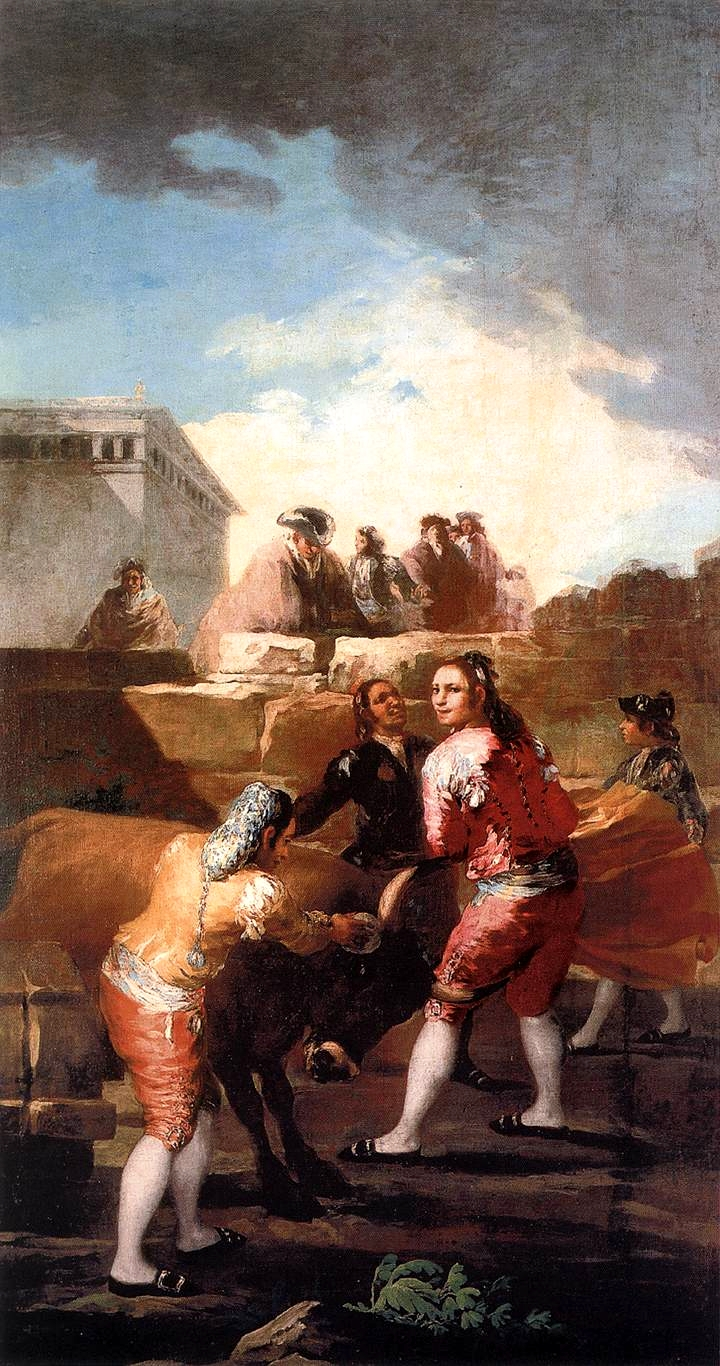
La novillada (ca. 1780), Francisco Goya, Museo del Prado

## Bouwkunst

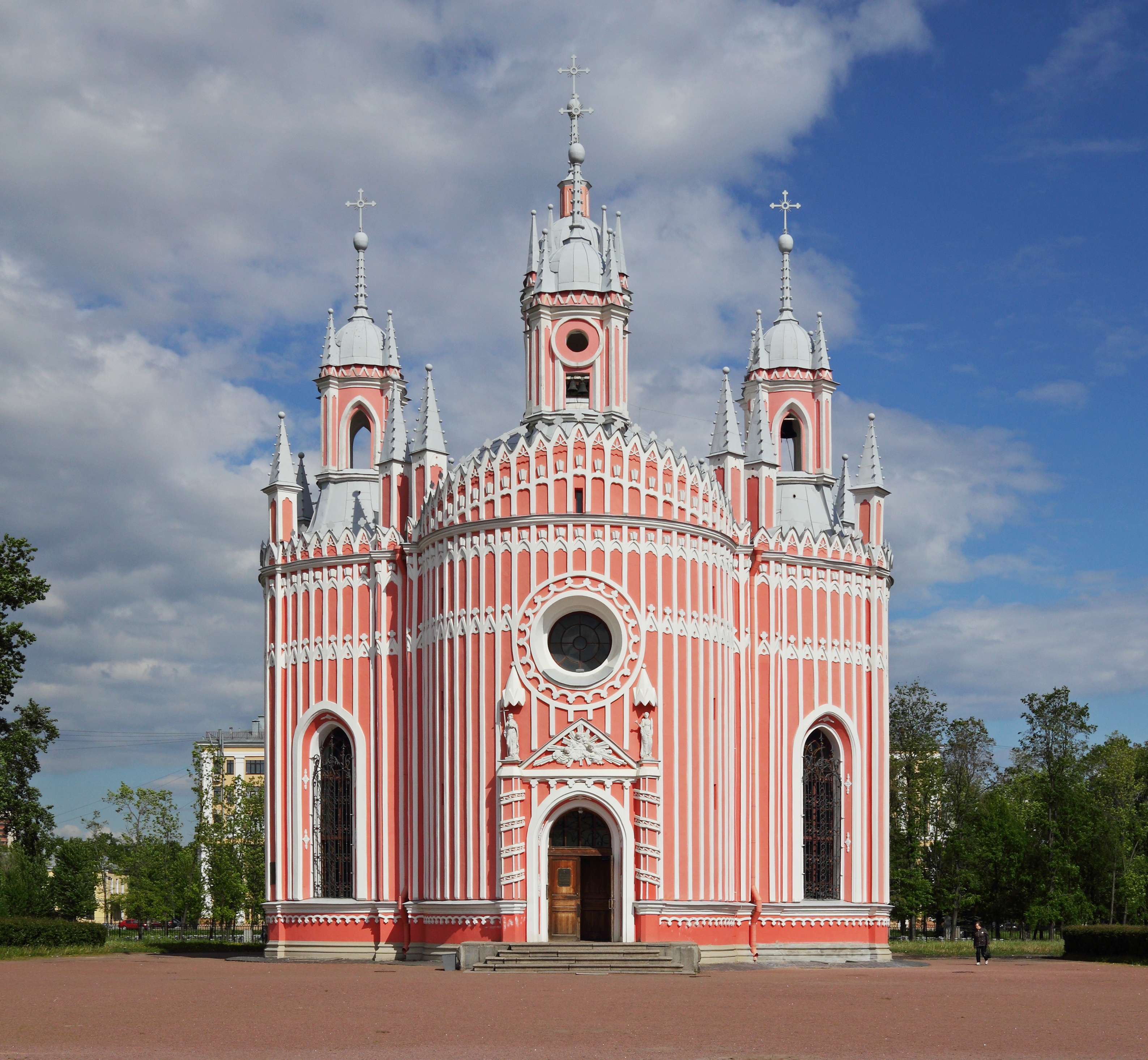
Tsjesme-kerk, Sint-Petersburg (1780) Joeri Velten
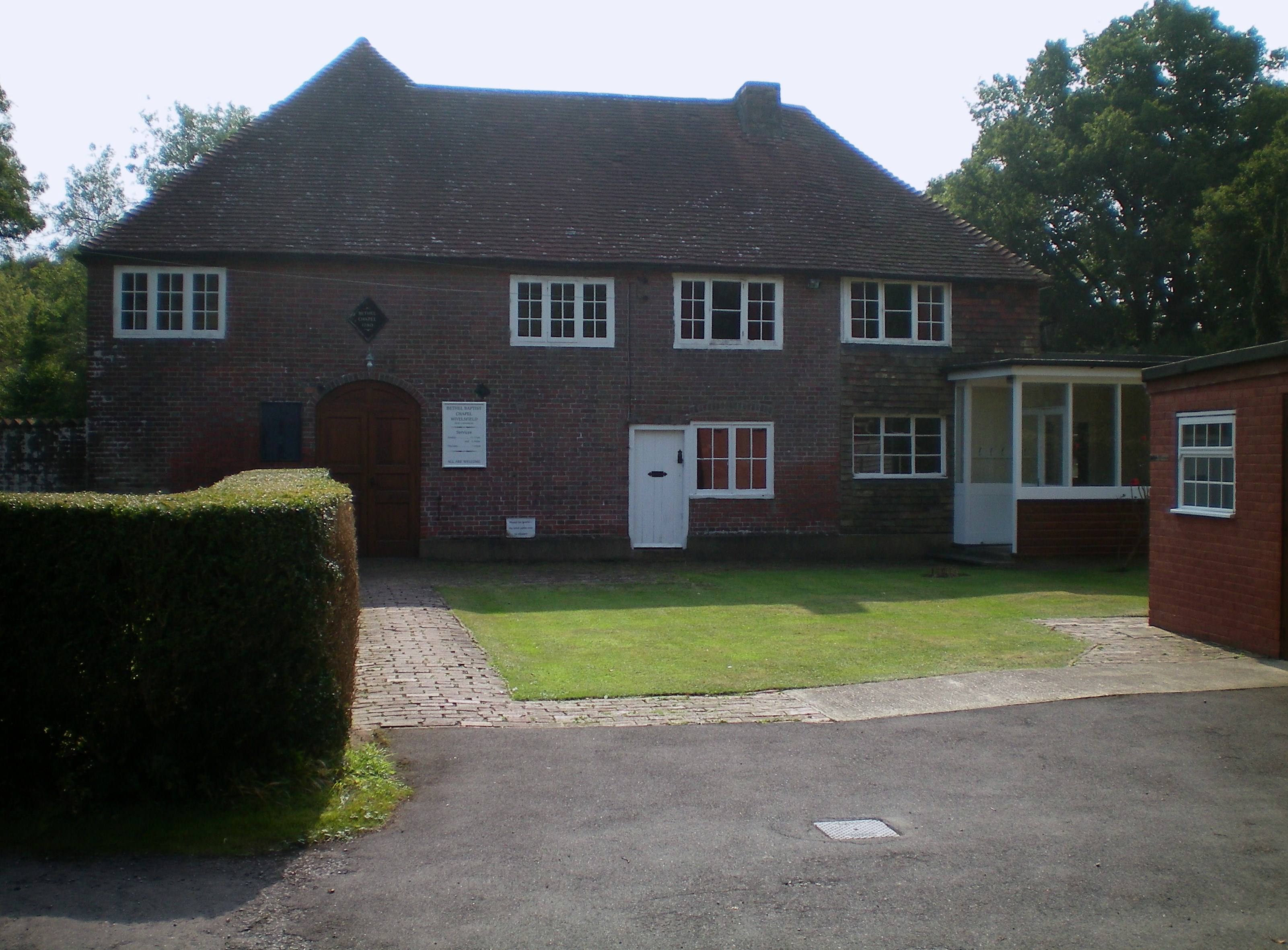
Wivelsfield Strict Baptist Chapel, Wivelsfield (1780) onbekend

## Geboren
januari
- 10 - Martin Lichtenstein, Duits fysicus, onderzoeker en zoöloog (overleden 1857)
- 30 - Israel Pickens, Amerikaans politicus (overleden 1827)

februari
- 2 - Johannes van den Bosch, Nederlands politicus (overleden 1844)

maart
- 20 - José Joaquín de Olmedo, Ecuadoraans politicus (overleden 1847)

juni
- 14 - Henry Salt, Engels kunstenaar, diplomaat en egyptoloog (overleden 1827)

augustus
- 29 - Jean Auguste Dominique Ingres, schilder (overleden 1867)

september
- 24 - Hendrik Tollens, Nederlands dichter (overleden 1856)

oktober
- 10 - John Abercrombie, Schots natuurkundige en filosoof (overleden 1844)
- 20 - Pauline Bonaparte, hertogin van Parma en Guastalla (overleden 1825)

november
- 12 - Piet Retief, Zuid-Afrikaans leider der Voortrekkers (overleden 1838)

december
- 26 - Mary Somerville, Schots schrijfster, wiskundige en astronome (overleden 1872)

datum onbekend
- Joseph Fischer, Duits operazanger, impresario en componist (overleden 1862)

## Overleden
januari
- 1 - Johann Ludwig Krebs (66), Duitse organist en componist

februari
- 14 - William Blackstone (56), Engels rechtsgeleerde
- 14 - Gabriel Jacques de Saint-Aubin (55), Frans kunstenaar

maart
- 3 - Joseph Highmore (87), Engels kunstschilder

juni
- 8 - James How, Engelse pubhouder en mogelijk transgender persoon

november
- 9 - Maria Theresia van Oostenrijk (63), Keizerin van het Heilige Roomse Rijk
- 16 - Nicolas Gilbert (29), Frans dichter